# Гарбузов, Геннадий Варфоломеевич
Генна́дий Варфоломе́евич Га́рбузов (11 сентября 1930, Москва — 21 октября 2009, Москва) — советский боксёр легчайшей весовой категории, выступал за сборную СССР в 1950-е годы. Бронзовый призёр летних Олимпийских игр в Хельсинки, победитель и призёр национальных первенств. Представлял спортивное общество «Динамо», заслуженный мастер спорта.

## Биография
Геннадий Гарбузов родился 11 сентября 1930 года в Москве. Впервые добился успеха на взрослом уровне в 1950 году, завоевав бронзовую медаль на первенстве СССР в легчайшей весовой категории, а спустя год был уже чемпионом национального первенства. Благодаря череде удачных выступлений удостоился права защищать честь страны на летних Олимпийских играх в Хельсинки, однако в полуфинале уступил финну Пентти Хямяляйнену и вынужден был довольствоваться бронзой.
Через год Гарбузов неплохо выступил на чемпионате Советского Союза, пополнив медальную коллекцию ещё одной бронзой, но конкуренция в сборной была очень высокой, поэтому вскоре он принял решение завершить карьеру боксёра. В 1997 году за выдающиеся заслуги на ринге получил звание «Заслуженный мастер спорта».
Умер 21 октября 2009 года в Москве.